# Darko Spalević
Darko Spalević (Kosovska Mitrovica, 24 marzo 1977) è un ex calciatore kosovaro, di ruolo attaccante.

## Palmarès

### Club

#### Competizioni nazionali
- Kup Jugoslavije: 1

Stella Rossa: 2001-2002
- Coppa di Bosnia: 1

Slavija: 2008-2009

### Individuale
- Capocannoniere Premijer Liga: 2

2007-2008 (18 reti),  2008-2009 (17 reti)
- Capocannoniere del campionato serbo: 1

2011-2012 (19 gol)